# رازداری حرفه‌ای
رازداری حرفه‌ای (لهستانی: Tajemnica zawodowa) یک مجموعهٔ تلویزیونی جنایی لهستانی است که در سال ۲۰۲۱ منتشر شد.

## گزیدهٔ بازیگران
- ماگدالنا روژچکا
- سزاری پازورا
- پیوتر استراموفسکی
- تامارا آرچیوخ
- آنا درشوفسکا
- آندژی ژیلینسکی
- داریوش بیسکوپسکی
- مارتا کلوبوویچ
- داریوش یاکوبوفسکی
- لائورا برژکا
- آندژی نیمیرسکی
- کاتاژینا هرمان
- زوفیا زبوروفسکا
- آندژی دسکور
- دوروتا خوتتسکا
- کارولینا پرکاری
- مارچین چارنیک
- آگنیشکا یودیتسکا
- ماتئوش روشین